# Parnassius imperator
Espèce
Parnassius imperator ou Apollon impérial est une espèce d'insectes lépidoptères de la famille des Papilionidae, de la sous-famille des Parnassiinae et du genre Parnassius.

## Dénomination
Parnassius imperator a été décrit par Charles Oberthür en 1883.

### Sous-espèces
- Parnassius imperator augustus Fruhstorfer, 1903
- Parnassius imperator gigas Kotsch
- Parnassius imperator irmae (Bryk, 1932)
- Parnassius imperator interjungens Bryk
- Parnassius imperator karmapus Weiss & Michel
- Parnassius imperator musageta Grum-Grshimailo, 1891
- Parnassius imperator regina Bryk & Eisner
- Parnassius imperator regulus Bryk & Eisner
- Parnassius imperator rex Bang-Haas
- Parnassius imperator takashi Ohya[1].

### Nom vernaculaire
Parnassius imperator se nomme Imperial Apollo en anglais.

## Description
Parnassius imperator est un papillon au corps poilu, d'une envergure d'environ 70 mmau dessus des ailes blanches suffusées de gris dans leur partie basale et le long du bord interne des ailes postérieures. Les ailes antérieures sont ornées de marques noires au bord costal, d'une bande marginale grise doublée d'une seconde bande grise. Les ailes postérieures présentent deux gros ocelles noirs pupillé de bleu métallisé proches de l'angle anal et deux grosses taches rouges cernées de noir et pupillées de blanc.

## Biologie

### Plantes hôtes
Les plantes hôtes sont des Corydalis.

## Écologie et distribution
Parnassius imperator est présent au Tibet et dans l'ouest de la Chine.